# Liste der Naturdenkmale in Brohl
Die Liste der Naturdenkmale in Brohl nennt die im Gemeindegebiet von Brohl ausgewiesenen Naturdenkmale (Stand 25. März 2024).

## Naturdenkmale
| Nr.         | Bezeichnung                                        | Lage                                           | Beschreibung                                               | Bild                                    |
| ----------- | -------------------------------------------------- | ---------------------------------------------- | ---------------------------------------------------------- | --------------------------------------- |
| ND-7135-378 | Abrahamseiche nebst zwei Rotbuchen im Brohler Wald | südlich des Ortes; Abteilung Für Baumholz Lage | Quercus petraea, ein Baum, und Fagus sylvatica, zwei Bäume | Direkt Bild zu diesem Denkmal hochladen |